# Waardamme
Waardamme is een dorp in de Belgische provincie West-Vlaanderen en een deelgemeente van Oostkamp, het was een zelfstandige gemeente tot aan de gemeentelijke herindeling van 1977. De patroonheilige van Waardamme is Sint-Blasius.
Het dorp ligt een tweetal kilometer van het centrum van een andere deelgemeente Ruddervoorde, en de twee kernen zijn tegenwoordig door een nijverheidsgebied met elkaar verbonden.

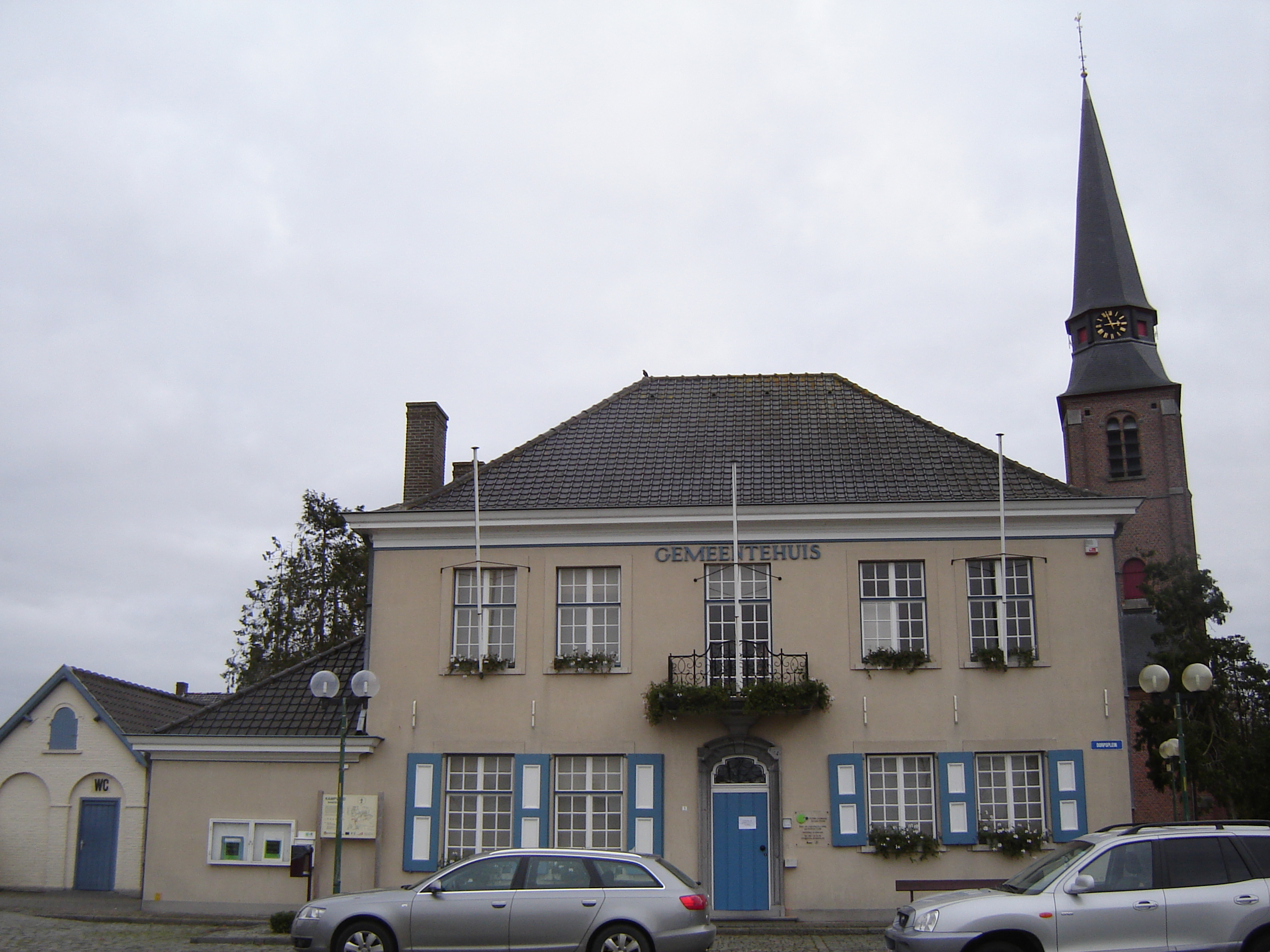
Dorsplein met oud gemeentehuis en Sint-Blasiuskerk

## Demografische ontwikkeling
- Bronnen:NIS, Opm:1831 tot en met 1970=volkstellingen; 1976 = inwoneraantal op 31 december

## Bezienswaardigheden
- De Sint-Blasiuskerk en zijn omgeving zijn beschermd als monument en dorpsgezicht.
- Kasteel de Woesten (privé residentie), gebouwd door de familie Peers de Nieuwburgh en later van familie Mahieu-De Witte
- Kasteel Rooiveld (privé residentie), gebouwd in de 15de eeuw als jachtpaviloen voor de familie de Melgar de Breydelaere de Sporkinshove. Later bewoond door familie Janssens de Bisthoven

## Natuur en landschap
Waardamme ligt in Zandig Vlaanderen op een hoogte van ongeveer 12 meter en is relatief bosrijk, vanwege de aanwezigheid van diverse landgoederen. De belangrijkste rivier is de Waardammerbeek die overgaat in de Rivierbeek en in noordelijke richting stroomt.

## Politiek
Tot de gemeentelijke fusie van 1977 had Waardamme een eigen gemeentebestuur en burgemeester.
Zonder dat er echt een fusie tot stand kwam, werd Waardamme van circa 1820 tot 1830 bestuurd door de burgemeester van Oostkamp. Vanaf 1830 kreeg het dan een eigen gemeentebestuur, onder het burgemeesterschap van een vroegere burgemeester van Oostkamp, Charles Beaucourt.

## Nabijgelegen kernen
Ruddervoorde, Oostkamp, Erkegem, Hertsberge